# Балкански езиков съюз
Балканският езиков съюз е езиков съюз — група езици, които, без да имат общ произход, споделят определени граматически характеристики, — включващ няколко езика от Балканския полуостров.
Нито един от отделните езици в Балканския езиков съюз не споделя всички негови характеристики. Най-много характеристики споделят основните езици на съюза: източните южнославянски езици (българският, вкл. македонската норма и преходните говори), албанският език и източнороманските езици (румънски, армънски, мегленорумънски, истрорумънски). По-малка част от характеристиките се наблюдават при вторичните езици: гръцкия, балканския цигански, гагаузкия, сръбски език и балканските диалекти на турския език.
Основните характеристики на Балканския езиков съюз са следните:
- стремеж към аналитизъм (ограничаване на броя на падежите);
- задпоставен определителен член;
- изчезване на инфинитива;
- наличие на ударен звук „ъ“;
- образуване на бъдеще време със спомагателен глагол или частица;
- прономиална антиципация;
- особености при образуването на числителните от десет до двайсет;

Приликите между балканските езици са забелязани още през 1829 г. от словенския езиковед Ерней Копитар. Понятието Балкански езиков съюз е въведено през 1958 г. от румънския езиковед Александру Росети.

## Характеристики
Езиците от Балканския езиков съюз (албанският, българският, гръцкият и румънският) се отличават със следните характеристики:
- Опростяване на именното склонение.
- Сливане на дателния и родителния падеж (формите на единия падеж изпълняват функциите и на другия).
- Единство на падежните форми, показващи място и направление.
- Аналитични форми за изразяване на бъдеще време посредством спомагателен глагол или частица със значение „искам“. Това явление е характерно и за езици извън балканския езиков съюз, например за английския. Предполага се, че това явление се появява първо в гръцкия език в периода около I век и се разпростира върху останалите езици. В българския, албанския и новогръцкия език бъдеще време се образува с помощта на неизменяема частица, докато в румънския и сръбския се използват всички лични форми на спомагателния глагол.
- Загуба на инфинитива и замяната му с лични глаголни форми в българския и новогръцкия. Това явление е характерно и за разговорния сръбски език, и за турските диалекти в Шуменско.
- Наличие на задпоставен определителен член при съществителните имена в албанския, арумънския, българския и румънския. Това явление възниква вероятно под влияние на старобългарския език, защото отсъства от новогръцкия, където определителният член е предпоставен. Предпоставен е и определителният член в старогръцкия.
- Аналитични форми за сравнителна степен при прилагателните имена.
- Удвояване на допълненията чрез кратките форми на личните местоимения.
- Употреба на кратките форми на дателния (в гръцкия — на родителния) падеж на личните местоимения като притежателни.
- Множество прилики в строежа на изречението, които създават впечатлението за еднакъв строеж, осъществен с различна езикова материя (българска, гръцка, албанска или румънска).
- Обща лексика, словообразувателни модели и фразеологизми, например израза „за много години“: албански për shumë vjet, гръцки χρόνια πολλά, румънски la mulți ani.

## Обща лексика
Вследствие на многовековен контакт балканските езици развиват система от общи понятия.
Обща лексика на балканските езици
| Произход  | албански  | арумънски | български | гръцки    | румънски | сръбски | турски   |
| --------- | --------- | --------- | --------- | --------- | -------- | ------- | -------- |
| латински  |           | masã      | маса      | –         | masă     |         | masa     |
| латински  | tullë     |           | тухла     | τούβλο    | tuvlă    |         | tuğla    |
| латински  | portokall | purdicale | портокал  | πορτοκάλι | portocal |         | portakal |
| ?         |           | magar     | магаре    | -         | măgar    | магаре  |          |
| ?         | kopil     | copil     | копеле    | κοπέλι    | copil    | копиле  |          |
| гръцки    | livadhë   | livadã    | ливада    | λειβάδι   | livadă   | ливада  |          |
| гръцки    | dhaskal   | dascal    | даскал    | δάσκαλος  | dascăl   |         |          |
| гръцки    | kuti      | cutii     | кутия     | κουτί     | cutie    | кутија  | kutu     |
| славянски |           |           | рухо      | ρούχο     | rufă     | рухо    |          |
| славянски | çuka      | ciucã     | чука      | τσούκα    | ciucă    | чука    |          |
| турски    | bojë      | boi       | боя       | μπογιά    | boia     | боја    | boya     |

Балкански фразеологизми
| български | ще – не ще          | за много години |
| --------- | ------------------- | --------------- |
| албански  | deshti – nuk deshti | për shumë vjet  |
| арумънски | i vrei – i nu vrei  | ti multsã-anj   |
| гръцки    | θέλει δε θέλει      | χρόνια πολλά    |
| румънски  | vrea nu vrea        | la mulți ani    |
| сръбски   | хтео – не хтео      | на многаја љета |
| турски    | ister istemez       | nice senelere   |

## Анализи
Копитар смята, че тези общи черти произтичат от езиците на древните траки и илири. Сандфелд-Йенсен търси като причина за общото в балканските езици гръцкия, но той е периферен, слабо повлиян и слабо влияещ, липсват му някои важни черти, като задпоставеният определителен член и стремежът към аналитизъм, а и тезата на Копитар се обуславя от факта, че в повечето от общите особености на езиците от Балканския езиков съюз не могат да бъдат намерени в славянския и гръцкия език. Георг Солта предполага, че общите черти се дължат на латинския език от времето на римското владичество на Балканите, но твърде малко от посочените по-горе особености могат да се намерят в латинския и другите романски езици, с изключение на румънския, оформил се твърде късно в сравнение с българския и гръцкия.
Появата на Балканския езиков съюз е тясно свързана с формирането на балканските езици – български, румънски и албански, в чийто произход също има много неясноти. Това се вижда например от начина на обяснение на няколкото десетки общи думи изоглоси с древен произход в езика на албанците и румънците. Тъй като тези езици днес са териториално силно разделени, предполага се, че в миналото те са били в пряк физически контакт помежду си.
Финландският езиковед Линдстет въвежда през 2000 г. количествена мярка, т.нар. „балканизиращ фактор“, описваща степента на притежание на общите балкански признаци и изчислява, че македонският диалект на българския език има най-висок „балканизиращ фактор“ – около 12; с други думи, в българския език трябва да се търсят причините за появата на Балканския езиков съюз.